# ラピッドプロトタイピング
ラピッドプロトタイピング（英: rapid prototyping）とは、製品開発で用いられる試作手法である。文字通り高速（rapid）に試作（prototyping）することを目的としている。

## 概要
製品設計では、初期のデザインの段階や製品設計が進んだ段階で、外観や性能の評価を行うために試作品を作成することが多い。その際、量産品と同じ材料を用いて作成するほか、粘土（クレイモデル）や木（モックアップ）で作成することが行われてきた。しかし、試作品の製作には時間を要し、また作成コストも高くついた。
コンピュータ技術の進展により、製品の外観内観のデザイン、機構などの設計は3次元CAD化されていった。そのデータを利用してCAEを実施し、試作品を製造しなくても性能の事前評価が可能になっていった。しかし、見た目の質感、人間が触った時の感覚など、定量化が難しい項目についてはなかなかコンピュータ上だけでの評価で完結することは困難で、引き続き試作品の製作を必要としていた。
製品開発サイクルの短期間化に伴い、試作品の製作の期間も短縮する必要が高まった。そこで、性能評価のニーズが下がったことを考慮し、形状のみを早期に作成する手法としてラピッドプロトタイピングが登場してきた。
さらに、本法の応用として、型を作るrapid tooling、造形したままで実用品として使用する rapid manufacturingへと応用展開が広がっている。
日本国内では光硬化樹脂を用いた積層法が主流を占める。また、実際の素材を使える熱溶解積層法タイプのラピッドプロトタイピングを利用した簡易金型・治具の作成や実部品製造という用途も徐々に増えつつある。
広い意味では、従来の加工法、例えば切削加工のような除去加工であっても、高速であれば、ラピッドプロトタイピングと呼べる。広い意味でMEMSも含んでいる。近年、小型・低価格タイプのラピッドプロトタイピングである3Dプリンタの普及が製造業を中心に急速に進み、様々な用途で使われている。

## 積層造形法
ラピッドプロトタイピングでは、積層造形法と呼ばれる製造手法が用いられる。製品の3次元CADデータをスライスし、薄板を重ね合わせたようなものを製造の元データとして作成し、それに粉体、樹脂、鋼板、紙などの材料を２次元加工することを繰り返し造形積層して試作品を作成する。意匠性が高いデザインの試作品の製造も可能であることが特徴である。当初は試作品として形状確認のコンセプトモデルが主だったが、寸法精度が向上してマスタモデルに、さらに材料特性が向上すると機能モデルとなり、少量生産の実用品の生産も実施されている。一部では金型への利用も進んでいる。
積層造形法は、下にあるような手法にさらに分類される。

### 光造形法
紫外線を照射することで硬化する液体樹脂を用いた造形法。初期のラピッドプロトタイピングはこの手法から始まり、ステレオリソグラフィー、レーザーリソグラフィーなどともいわれた。紫外線の照射によりラジカル重合、もしくはカチオン重合する樹脂を用い、絞った紫外線レーザービームをガルバノメータで走査したりDLPプロジェクタで照射して樹脂を選択的に硬化させて立体物を造形する手法である。

### 粉末法
素材粉末を層状に敷き詰め、高出力のレーザービームなどで直接焼結（粉末焼結式積層法）したり、インクジェット方式でバインダを添加して固めたりする（粉末固着式積層法）などして造形を行う手法。前者では、ナイロンなどの樹脂系材料、青銅、鋼、ニッケル、チタンなどの金属系材料などが利用できる。後者ではスターチ（デンプン）、石膏などの材料が知られ、ランニングコストを抑えた3Dプリンタに利用されることが多い。

### 熱溶解積層法（FDM法）
熱可塑性樹脂を高温で溶かし積層させることで立体形状を作成する造形法。
ラピッドプロトタイピング・3Dプリンタの造形方式の中では唯一、本物の熱可塑性樹脂が使用でき、ABS樹脂・ポリカーボネート樹脂・PC/ABSアロイ・PPSF/PPSU樹脂・ULTEM（ポリエーテルイミド、PEI、英: polyetherimide）樹脂など熱可塑性の様々なエンジニアリングプラスチックが使用できる。
米国ストラタシス社がこの方式の特許を持っていたが2014年に期限切れとなり同方式の格安３Dプリンターが普及した。この系統に含まれるものとして、レーザビーム中に粉末やガス状化合物を吹き込んで、金属や化合物の積層物を製作するものもある。

### シート積層法
シートを積層させ、形状を作る造型法。

### インクジェット法
液化した材料またはバインダを噴射して積層させ、形状を作る造形法。インクジェットプリンターの原理を応用している。インクジェットプリンタのカラーインクを使用して、カラー造形物も作成されている。

## 歴史
ラピッドプロトタイピングの研究が始まったのは1970年代の後半からであり、1990年代後半からその需要が高まっていった。
1980年4月に名古屋市工業研究所の技術者・小玉秀男（現在は弁理士）が光硬化性樹脂を用いた光造形法で特許出願し、同年10月、電気通信学会論文誌に、翌1981年11月、「Review of Scientific Instrument」誌に投稿したのが技術的起源である。小玉はこの功績により、1996年、英国ランク賞を受賞した。1982年には3M社から独立したAlan J. Herbertがほぼ同様の論文を「Photographic Engineering」に発表している。
なお、出願特許は小玉が審査請求を忘れたまま留学中、猶予期間の7年間が過ぎて審査請求権が失効し、小玉の論文発表後に出願した Charles W. Hullの特許が、後の特許紛争を経て、限定的に成立している。